# Boucles guégonnaises
Les Boucles guégonnaises sont une course cycliste française disputée tous les ans au mois de mars à Guégon, dans le Morbihan. Créée en 1986, elle fait partie du calendrier national de la Fédération française de cyclisme. 
Les éditions 2020 et 2021 sont annulées en raison du contexte sanitaire lié à la pandémie de Covid-19,.

## Palmarès

### Hommes
| Année     | Vainqueur                     | Deuxième                  | Troisième                 |
| --------- | ----------------------------- | ------------------------- | ------------------------- |
| 1986      | Christian Levavasseur         | Gildas Créhin             | Jean-Luc Loncle           |
| 1987      | Gilles Guégan                 | Philippe Jambou           | Philippe Nicolas          |
| 1988      | Bertrand Sourget              | Patrick Pagnon            | Michel Lallouet           |
| 1989      | Michel Lallouet               | Serge Oger                | Stéphane Piriac           |
| 1990      | Stéphane Galbois              | Jacques Coualan           | Christophe Le Bars        |
| 1991      | Camille Coualan               | Vassili Zaika             | Éric Charrier             |
| 1992      | Frédéric Guesdon              | Yvan Frebert              | Dominique Le Bon          |
| 1993      | Michel Lallouet               | Jacques Landry            | Éric Bourout              |
| 1994      | Philippe Bresset              | Laurent Drouin            | Jean-Marc Rivière         |
| 1995      | Nicolas Dumont                | Stéphane Conan            | Patrice Halgand           |
| 1996      | Philippe Bresset              | Christian Blanchard       | Denis Salmon              |
| 1997      | Rodolphe Henry                | Denis Salmon              | David Berthou             |
| 1998      | Frédéric Delalande            | Seth Pelusi               | Brent Aucutt              |
| 1999      | Laurent Paumier               | Stéphane Corlay           | Jean-Philippe Rouxel      |
| 2000      | Emmanuel Mallet               | Stéphane Conan            | Ludovic Martin            |
| 2001      | Frédéric Delalande            | Marc Feipeler             | Christophe Guillome       |
| 2002      | Salva Vilchez                 | Franck Laurance           | Mickaël Leveau            |
| 2003      | Salva Vilchez                 | Stéphane Pétilleau        | Christophe Guillome       |
| 2004      | Denis Robin                   | Freddy Ravaleu            | Antoine Dalibard          |
| 2005      | Christophe Diguet             | Olivier Migné             | Mathieu Drujon            |
| 2006      | Sébastien Duret               | Médéric Clain             | Christophe Diguet         |
| 2007      | Stéphane Bonsergent           | Romain Paillard           | Romain Lebreton           |
| 2008      | Salva Vilchez                 | Benoît Poilvet            | Stefan Kushlev            |
| 2009      | Jens Keukeleire               | Egor Lutskovich           | Julien Foisnet            |
| 2010      | Julien Foisnet                | Nicolas David             | Sylvain Cheval            |
| 2011      | Josselin Maillet Clément Mahé |                           | Bryan Nauleau             |
| 2012      | Loïc Desriac                  | Benoît Jarrier            | Cyrille Noël              |
| 2013      | Kobus Hereijgers              | Romain Combaud            | Guillaume Martin          |
| 2014      | Romain Combaud                | David Menut               | Fabien Schmidt            |
| 2015      | Marc Fournier                 | Anthony Perez             | Romain Cardis             |
| 2016      | Axel Journiaux                | Marlon Gaillard           | Adrien Legros             |
| 2017,     | David Menut                   | Jérémy Leveau             | Frédéric Guillemot        |
| 2018      | Emmanuel Morin                | Fabien Schmidt            | Maxime Cam                |
| 2019      | Jason Tesson                  | Théo Menant               | Grégoire Le Calvé         |
| 2020-2021 | annulé                        | annulé                    | annulé                    |
| 2022      | Clément Alléno                | Nicolas David             | Bastien Bareille          |
| 2023      | Jocelyn Baguelin              | Pierre Thierry            | Florian Dauphin           |
| 2024      | Ilan Larmet                   | Florentin Lecamus-Lambert | Hans Rullier              |
| 2025      | Louis Hardouin                | Mathéo Barusseau          | Florentin Lecamus-Lambert |

### Femmes
| Année | Vainqueur      | Deuxième        | Troisième          |
| ----- | -------------- | --------------- | ------------------ |
| 2022  | Séverine Eraud | Léonie Laubig   | Annabel Fisher     |
| 2023  | Julie Bégo     | Ségolène Thomas | Amandine Fouquenet |
| 2024  | Ema Comte      | Léane Tabu      | Amalia Debarges    |